# Llista de topònims del Perelló
Informació actualitzada per un bot. Els canvis manuals es perdran quan s'actualitzi!

## cap
| imatge | Nom           | Ubicat a   | instància de | Detalls | coordenades                                        | Protecció | Commons (més fotos) | Dades a WD                    |
| ------ | ------------- | ---------- | ------------ | ------- | -------------------------------------------------- | --------- | ------------------- | ----------------------------- |
|        | Morro del Gos | el Perelló | cap          |         | 40° 49′ 37″ N, 0° 44′ 34″ E / 40.82695°N,0.74286°E |           |                     | Modifica les dades a Wikidata |
|        | cap Roig      | el Perelló | cap          |         | 40° 49′ 24″ N, 0° 44′ 28″ E / 40.82335°N,0.74123°E |           |                     | Modifica les dades a Wikidata |

## corral
| imatge | Nom                            | Ubicat a   | instància de   | Detalls | coordenades                                                          | Protecció | Commons (més fotos) | Dades a WD                    |
| ------ | ------------------------------ | ---------- | -------------- | ------- | -------------------------------------------------------------------- | --------- | ------------------- | ----------------------------- |
|        | Corralet de la Pedra           | el Perelló | corral edifici |         | 40° 56′ 26″ N, 0° 35′ 45″ E / 40.9405714195326°N,0.595917692809201°E |           |                     | Modifica les dades a Wikidata |
|        | corral de Benavent             | el Perelló | corral edifici |         | 40° 53′ 46″ N, 0° 40′ 02″ E / 40.8962263530506°N,0.667251024708858°E |           |                     | Modifica les dades a Wikidata |
|        | corral de Botxa                | el Perelló | corral         |         | 40° 50′ 26″ N, 0° 40′ 21″ E / 40.8404328905742°N,0.672506445221464°E |           |                     | Modifica les dades a Wikidata |
|        | corral de Campano              | el Perelló | corral edifici |         | 40° 56′ 13″ N, 0° 38′ 20″ E / 40.9370076040085°N,0.638758888781683°E |           |                     | Modifica les dades a Wikidata |
|        | corral de Careno               | el Perelló | corral edifici |         | 40° 51′ 00″ N, 0° 39′ 22″ E / 40.8499285720708°N,0.656148355910408°E |           |                     | Modifica les dades a Wikidata |
|        | corral de Catxap               | el Perelló | corral edifici |         | 40° 54′ 39″ N, 0° 39′ 16″ E / 40.9108181605965°N,0.654378208386445°E |           |                     | Modifica les dades a Wikidata |
|        | corral de Comagrossa           | el Perelló | corral edifici |         | 40° 54′ 48″ N, 0° 40′ 27″ E / 40.9132536529153°N,0.67410881271601°E  |           |                     | Modifica les dades a Wikidata |
|        | corral de Magrinyà             | el Perelló | corral edifici |         | 40° 53′ 51″ N, 0° 42′ 57″ E / 40.8974253633441°N,0.715878386622907°E |           |                     | Modifica les dades a Wikidata |
|        | corral de Malfurri             | el Perelló | corral edifici |         | 40° 53′ 56″ N, 0° 42′ 31″ E / 40.8988012992785°N,0.70850669741606°E  |           |                     | Modifica les dades a Wikidata |
|        | corral de Mateu                | el Perelló | corral edifici |         | 40° 53′ 09″ N, 0° 41′ 56″ E / 40.8859713551691°N,0.698837522465211°E |           |                     | Modifica les dades a Wikidata |
|        | corral de Miquelillo           | el Perelló | corral edifici |         | 40° 51′ 25″ N, 0° 44′ 00″ E / 40.85684195287°N,0.733419722637319°E   |           |                     | Modifica les dades a Wikidata |
|        | corral de Patarram             | el Perelló | corral edifici |         | 40° 50′ 55″ N, 0° 44′ 08″ E / 40.8486981018313°N,0.735654606082957°E |           |                     | Modifica les dades a Wikidata |
|        | corral de Secalló              | el Perelló | corral edifici |         | 40° 54′ 53″ N, 0° 40′ 29″ E / 40.9146991661246°N,0.674770545117939°E |           |                     | Modifica les dades a Wikidata |
|        | corral de l'Espardenyer        | el Perelló | corral         |         | 40° 54′ 40″ N, 0° 40′ 14″ E / 40.911085795752°N,0.67042892180231°E   |           |                     | Modifica les dades a Wikidata |
|        | corral de l'Espardenyer Benito | el Perelló | corral edifici |         | 40° 54′ 40″ N, 0° 40′ 38″ E / 40.9110466656577°N,0.677225692628476°E |           |                     | Modifica les dades a Wikidata |
|        | corral de l'Espardenyer Joan   | el Perelló | corral edifici |         | 40° 54′ 54″ N, 0° 40′ 46″ E / 40.9149925988584°N,0.679497881030541°E |           |                     | Modifica les dades a Wikidata |
|        | corral de les Calobres         | el Perelló | corral         |         | 40° 53′ 32″ N, 0° 40′ 17″ E / 40.8922323879349°N,0.671522027348647°E |           |                     | Modifica les dades a Wikidata |
|        | corral de les Llaunes          | el Perelló | corral         |         | 40° 54′ 19″ N, 0° 37′ 59″ E / 40.9053377847496°N,0.633036211666745°E |           |                     | Modifica les dades a Wikidata |
|        | corral del Cacauer             | el Perelló | corral edifici |         | 40° 52′ 33″ N, 0° 43′ 01″ E / 40.8757289956583°N,0.716909467128917°E |           |                     | Modifica les dades a Wikidata |
|        | corral del Cacauero            | el Perelló | corral edifici |         | 40° 52′ 31″ N, 0° 43′ 01″ E / 40.8752256292025°N,0.716962369302095°E |           |                     | Modifica les dades a Wikidata |
|        | corral del Candieto            | el Perelló | corral edifici |         | 40° 52′ 04″ N, 0° 44′ 26″ E / 40.8678362033346°N,0.740567340492674°E |           |                     | Modifica les dades a Wikidata |
|        | corral del Coll                | el Perelló | corral edifici |         | 40° 55′ 23″ N, 0° 40′ 47″ E / 40.9231139337501°N,0.679783701107157°E |           |                     | Modifica les dades a Wikidata |
|        | corral del Mano                | el Perelló | corral edifici |         | 40° 52′ 49″ N, 0° 42′ 40″ E / 40.880379424408°N,0.711136229186282°E  |           |                     | Modifica les dades a Wikidata |
|        | corral del Paume               | el Perelló | corral edifici |         | 40° 52′ 36″ N, 0° 43′ 10″ E / 40.8766876516092°N,0.719380436546933°E |           |                     | Modifica les dades a Wikidata |
|        | corral del Pentinat            | el Perelló | corral edifici |         | 40° 52′ 34″ N, 0° 40′ 33″ E / 40.8761799354331°N,0.675917857990218°E |           |                     | Modifica les dades a Wikidata |
|        | corral del Serrano             | el Perelló | corral edifici |         | 40° 52′ 22″ N, 0° 41′ 36″ E / 40.8727573929293°N,0.693421573205111°E |           |                     | Modifica les dades a Wikidata |
|        | corral del Viudo               | el Perelló | corral edifici |         | 40° 51′ 50″ N, 0° 43′ 08″ E / 40.8637622072383°N,0.718934269744239°E |           |                     | Modifica les dades a Wikidata |
|        | corral del Xato                | el Perelló | corral edifici |         | 40° 52′ 22″ N, 0° 44′ 23″ E / 40.8727905762489°N,0.739663126534592°E |           |                     | Modifica les dades a Wikidata |

## cova
| imatge | Nom                | Ubicat a   | instància de | Detalls | coordenades                                                          | Protecció | Commons (més fotos) | Dades a WD                    |
| ------ | ------------------ | ---------- | ------------ | ------- | -------------------------------------------------------------------- | --------- | ------------------- | ----------------------------- |
|        | Cova Catxa         | el Perelló | cova         |         | 40° 56′ 33″ N, 0° 39′ 56″ E / 40.9425799158918°N,0.665572400529603°E |           |                     | Modifica les dades a Wikidata |
|        | Cova Roja          | el Perelló | cova         |         | 40° 55′ 54″ N, 0° 36′ 18″ E / 40.9317083694385°N,0.605004138487975°E |           |                     | Modifica les dades a Wikidata |
|        | Cova en Gambosa    | el Perelló | cova         |         | 40° 51′ 24″ N, 0° 43′ 28″ E / 40.8566848139978°N,0.724527555923084°E |           |                     | Modifica les dades a Wikidata |
|        | Cova en Ganader    | el Perelló | cova         |         | 40° 56′ 43″ N, 0° 40′ 42″ E / 40.945155234013°N,0.678465572061313°E  |           |                     | Modifica les dades a Wikidata |
|        | Cova n'Adell       | el Perelló | cova         |         | 40° 53′ 31″ N, 0° 44′ 05″ E / 40.8918501490317°N,0.734610630484386°E |           |                     | Modifica les dades a Wikidata |
|        | cova de la Gitana  | el Perelló | cova         |         | 40° 55′ 35″ N, 0° 39′ 17″ E / 40.9264254206627°N,0.654704929233232°E |           |                     | Modifica les dades a Wikidata |
|        | cova de la Mallada | el Perelló | cova         |         | 40° 53′ 44″ N, 0° 37′ 24″ E / 40.8956917897747°N,0.623444870586488°E |           |                     | Modifica les dades a Wikidata |
|        | cova de la Rabassa | el Perelló | cova         |         | 40° 55′ 45″ N, 0° 37′ 06″ E / 40.9290724845092°N,0.618198804356015°E |           |                     | Modifica les dades a Wikidata |

## curs d'aigua
| imatge | Nom                     | Ubicat a                              | instància de | Detalls                               | coordenades                                                 | Protecció | Commons (més fotos) | Dades a WD                    |
| ------ | ----------------------- | ------------------------------------- | ------------ | ------------------------------------- | ----------------------------------------------------------- | --------- | ------------------- | ----------------------------- |
|        | barranc de Camarles     | Tortosa el Perelló l'Ampolla Camarles | curs d'aigua |                                       | 40° 50′ 09″ N, 0° 38′ 10″ E / 40.8357°N,0.636206°E          |           |                     | Modifica les dades a Wikidata |
|        | barranc de la Fullola   | Tortosa el Perelló                    | curs d'aigua | Desemboca: barranc de Camarles        | 40° 50′ 09″ N, 0° 38′ 11″ E / 40.835972°N,0.636274°E 4 msnm |           |                     | Modifica les dades a Wikidata |
|        | barranc de les Guàrdies | el Perelló l'Ametlla de Mar           | curs d'aigua | Travessa: l'Ametlla de Mar el Perelló | 40° 52′ 31″ N, 0° 44′ 13″ E / 40.87536944°N,0.73680833°E    |           |                     | Modifica les dades a Wikidata |

## edifici
| imatge | Nom               | Ubicat a   | instància de   | Detalls | coordenades                                                          | Protecció | Commons (més fotos) | Dades a WD                    |
| ------ | ----------------- | ---------- | -------------- | ------- | -------------------------------------------------------------------- | --------- | ------------------- | ----------------------------- |
|        | Mas de la Dolores | el Perelló | edifici masia  |         | 40° 55′ 52″ N, 0° 39′ 26″ E / 40.9312250794286°N,0.657302378075598°E |           |                     | Modifica les dades a Wikidata |
|        | corral de la Coma | el Perelló | edifici corral |         | 40° 53′ 13″ N, 0° 42′ 40″ E / 40.8869192542382°N,0.711160033843446°E |           |                     | Modifica les dades a Wikidata |

## església
| imatge | Nom                                       | Ubicat a   | instància de    | Detalls                                  | coordenades                                                                           | Protecció                                  | Commons (més fotos)                       | Dades a WD                    |
| ------ | ----------------------------------------- | ---------- | --------------- | ---------------------------------------- | ------------------------------------------------------------------------------------- | ------------------------------------------ | ----------------------------------------- | ----------------------------- |
|        | Sant Cristòfol del Perelló                | el Perelló | església ermita |                                          | 40° 51′ 51″ N, 0° 43′ 02″ E / 40.864282117198°N,0.7171560154828°E                     | bé integrant del patrimoni cultural català | Sant Cristòfol del Perelló                | Modifica les dades a Wikidata |
|        | l'Assumpció de la Mare de Déu del Perelló | el Perelló | església        | Estil: arquitectura popular 20th century | 40° 52′ 34″ N, 0° 42′ 48″ E / 40.876184°N,0.713401°E ca:Pl. de l'Església, 6 142 msnm | bé cultural d'interès local                | L'Assumpció de la Mare de Déu del Perelló | Modifica les dades a Wikidata |

## font
| imatge | Nom               | Ubicat a   | instància de | Detalls | coordenades                                                          | Protecció | Commons (més fotos) | Dades a WD                    |
| ------ | ----------------- | ---------- | ------------ | ------- | -------------------------------------------------------------------- | --------- | ------------------- | ----------------------------- |
|        | font de Cova Roja | el Perelló | font         |         | 40° 55′ 56″ N, 0° 36′ 20″ E / 40.9322602341321°N,0.605554282488743°E |           |                     | Modifica les dades a Wikidata |
|        | font de Tita      | el Perelló | font         |         | 40° 51′ 27″ N, 0° 40′ 09″ E / 40.8574160214837°N,0.669147621966643°E |           |                     | Modifica les dades a Wikidata |

## granja
| imatge | Nom                  | Ubicat a   | instància de | Detalls | coordenades                                                          | Protecció | Commons (més fotos) | Dades a WD                    |
| ------ | -------------------- | ---------- | ------------ | ------- | -------------------------------------------------------------------- | --------- | ------------------- | ----------------------------- |
|        | Granges de Terrado   | el Perelló | granja       |         | 40° 52′ 42″ N, 0° 42′ 23″ E / 40.8783278697539°N,0.706258306593471°E |           |                     | Modifica les dades a Wikidata |
|        | Granges del Candieto | el Perelló | granja       |         | 40° 51′ 37″ N, 0° 43′ 33″ E / 40.8602123032342°N,0.725723683226508°E |           |                     | Modifica les dades a Wikidata |
|        | Granges del Xurro    | el Perelló | granja       |         | 40° 53′ 43″ N, 0° 44′ 30″ E / 40.8952416205472°N,0.741735751198899°E |           |                     | Modifica les dades a Wikidata |
|        | Granja d'Etxebarria  | el Perelló | granja       |         | 40° 52′ 54″ N, 0° 42′ 44″ E / 40.8817697397548°N,0.712203885109901°E |           |                     | Modifica les dades a Wikidata |
|        | Granja de Barell     | el Perelló | granja       |         | 40° 52′ 00″ N, 0° 41′ 59″ E / 40.8666221850329°N,0.699673915711919°E |           |                     | Modifica les dades a Wikidata |
|        | Granja de Gonzalvo   | el Perelló | granja       |         | 40° 52′ 50″ N, 0° 43′ 28″ E / 40.8804362891307°N,0.724473453078497°E |           |                     | Modifica les dades a Wikidata |
|        | Granja de Màrio      | el Perelló | granja       |         | 40° 52′ 52″ N, 0° 43′ 27″ E / 40.881049653314°N,0.724060801081084°E  |           |                     | Modifica les dades a Wikidata |
|        | Granja de Nestòrio   | el Perelló | granja       |         | 40° 51′ 08″ N, 0° 39′ 26″ E / 40.8521382024201°N,0.657173656154118°E |           |                     | Modifica les dades a Wikidata |
|        | Granja de Sap        | el Perelló | granja       |         | 40° 52′ 18″ N, 0° 42′ 36″ E / 40.8716808624713°N,0.709905250887711°E |           |                     | Modifica les dades a Wikidata |
|        | Granja de Segarra    | el Perelló | granja       |         | 40° 54′ 34″ N, 0° 39′ 29″ E / 40.9094360205217°N,0.658166985603777°E |           |                     | Modifica les dades a Wikidata |
|        | Granja de Soles      | el Perelló | granja       |         | 40° 53′ 17″ N, 0° 43′ 37″ E / 40.888067571035°N,0.72685869815619°E   |           |                     | Modifica les dades a Wikidata |
|        | Granja de la Santa   | el Perelló | granja       |         | 40° 52′ 38″ N, 0° 44′ 48″ E / 40.8772801078973°N,0.746761122216699°E |           |                     | Modifica les dades a Wikidata |
|        | Granja de la Serra   | el Perelló | granja       |         | 40° 53′ 02″ N, 0° 43′ 56″ E / 40.883870052302°N,0.732343102444958°E  |           |                     | Modifica les dades a Wikidata |
|        | Granja del Codino    | el Perelló | granja       |         | 40° 52′ 44″ N, 0° 43′ 11″ E / 40.8789807800073°N,0.719645845167043°E |           |                     | Modifica les dades a Wikidata |
|        | Granja del Ros       | el Perelló | granja       |         | 40° 53′ 16″ N, 0° 42′ 53″ E / 40.8877627783909°N,0.714632281310902°E |           |                     | Modifica les dades a Wikidata |

## jaciment arqueològic
| imatge | Nom                  | Ubicat a   | instància de                                | Detalls | coordenades                                                                   | Protecció                                                                                        | Commons (més fotos) | Dades a WD                    |
| ------ | -------------------- | ---------- | ------------------------------------------- | ------- | ----------------------------------------------------------------------------- | ------------------------------------------------------------------------------------------------ | ------------------- | ----------------------------- |
|        | Balma de Cabrafeixet | el Perelló | jaciment arqueològic                        |         | 40° 53′ 37″ N, 0° 38′ 01″ E / 40.8936950247667°N,0.633653231643007°E 446 msnm |                                                                                                  |                     | Modifica les dades a Wikidata |
|        | Cova de Cabrafeixet  | el Perelló | jaciment arqueològic gruta amb art rupestre |         | 40° 53′ 20″ N, 0° 39′ 18″ E / 40.888777°N,0.655067°E                          | bé d'interès cultural lloc component de Patrimoni de la Humanitat bé cultural d'interès nacional | Cova de Cabrafeixet | Modifica les dades a Wikidata |
|        | Cova de les Calobres | el Perelló | jaciment arqueològic gruta amb art rupestre |         | 40° 53′ 14″ N, 0° 39′ 49″ E / 40.8873°N,0.6635°E                              | bé d'interès cultural lloc component de Patrimoni de la Humanitat bé cultural d'interès nacional |                     | Modifica les dades a Wikidata |

## masia
| imatge | Nom                        | Ubicat a   | instància de | Detalls | coordenades                                                                   | Protecció | Commons (més fotos) | Dades a WD                    |
| ------ | -------------------------- | ---------- | ------------ | ------- | ----------------------------------------------------------------------------- | --------- | ------------------- | ----------------------------- |
|        | Casa de Cusser             | el Perelló | masia        |         | 40° 51′ 25″ N, 0° 44′ 23″ E / 40.8568919005993°N,0.73963444785716°E           |           |                     | Modifica les dades a Wikidata |
|        | Casa de l'Andreu           | el Perelló | masia        |         | 40° 54′ 17″ N, 0° 36′ 43″ E / 40.9047319402658°N,0.611961572744868°E          |           |                     | Modifica les dades a Wikidata |
|        | Caseta d'en Lleó           | el Perelló | masia        |         | 40° 51′ 46″ N, 0° 40′ 54″ E / 40.8627566643024°N,0.68161959945581°E           |           |                     | Modifica les dades a Wikidata |
|        | Caseta de Bacallano        | el Perelló | masia        |         | 40° 52′ 40″ N, 0° 41′ 49″ E / 40.877717318262°N,0.696868786353638°E           |           |                     | Modifica les dades a Wikidata |
|        | Caseta de Blasco           | el Perelló | masia        |         | 40° 53′ 29″ N, 0° 44′ 51″ E / 40.8914471015109°N,0.747597857166617°E          |           |                     | Modifica les dades a Wikidata |
|        | Caseta de Cinto de Brosses | el Perelló | masia        |         | 40° 52′ 09″ N, 0° 40′ 35″ E / 40.8692787874238°N,0.676289820189571°E          |           |                     | Modifica les dades a Wikidata |
|        | Caseta de França           | el Perelló | masia        |         | 40° 53′ 46″ N, 0° 44′ 40″ E / 40.8961778721342°N,0.744469711297117°E          |           |                     | Modifica les dades a Wikidata |
|        | Caseta de Majora           | el Perelló | masia        |         | 40° 50′ 54″ N, 0° 42′ 04″ E / 40.8484648586151°N,0.701108876811825°E          |           |                     | Modifica les dades a Wikidata |
|        | Caseta de Patacó           | el Perelló | masia        |         | 40° 54′ 43″ N, 0° 40′ 43″ E / 40.9119681174547°N,0.678701323491146°E          |           |                     | Modifica les dades a Wikidata |
|        | Caseta de Truxante         | el Perelló | masia        |         | 40° 53′ 17″ N, 0° 40′ 43″ E / 40.88810849575°N,0.678740547967724°E            |           |                     | Modifica les dades a Wikidata |
|        | Caseta de Xufa             | el Perelló | masia        |         | 40° 53′ 22″ N, 0° 41′ 46″ E / 40.8894183032283°N,0.695988134381388°E          |           |                     | Modifica les dades a Wikidata |
|        | Caseta de l'Amadeu         | el Perelló | masia        |         | 40° 51′ 07″ N, 0° 41′ 24″ E / 40.8520809146039°N,0.690046600183339°E          |           |                     | Modifica les dades a Wikidata |
|        | Caseta del Blanco          | el Perelló | masia        |         | 40° 54′ 13″ N, 0° 41′ 19″ E / 40.9035678948078°N,0.688741886541631°E          |           |                     | Modifica les dades a Wikidata |
|        | Caseta del Cadirer         | el Perelló | masia        |         | 40° 54′ 14″ N, 0° 40′ 53″ E / 40.903924947158°N,0.681404568966034°E           |           |                     | Modifica les dades a Wikidata |
|        | Caseta del Comandant       | el Perelló | masia        |         | 40° 54′ 08″ N, 0° 41′ 02″ E / 40.9021115851095°N,0.683949061880494°E          |           |                     | Modifica les dades a Wikidata |
|        | Caseta del Maco            | el Perelló | masia        |         | 40° 52′ 07″ N, 0° 40′ 51″ E / 40.8685395133185°N,0.680729616082267°E          |           |                     | Modifica les dades a Wikidata |
|        | Caseta del Secalló         | el Perelló | masia        |         | 40° 54′ 55″ N, 0° 40′ 25″ E / 40.9153607307894°N,0.67363121485144°E           |           |                     | Modifica les dades a Wikidata |
|        | Caseta del Serenet         | el Perelló | masia        |         | 40° 52′ 04″ N, 0° 40′ 51″ E / 40.8678303385557°N,0.680849295178309°E          |           |                     | Modifica les dades a Wikidata |
|        | Mas Parrillo               | el Perelló | masia        |         | 40° 55′ 11″ N, 0° 40′ 17″ E / 40.9197302080793°N,0.671447385393958°E          |           |                     | Modifica les dades a Wikidata |
|        | Mas d'Aixendri             | el Perelló | masia        |         | 40° 50′ 58″ N, 0° 41′ 20″ E / 40.8494624571181°N,0.688832760099609°E          |           |                     | Modifica les dades a Wikidata |
|        | Mas d'Isaldo               | el Perelló | masia        |         | 40° 54′ 25″ N, 0° 43′ 26″ E / 40.907049238096°N,0.723822138629836°E           |           |                     | Modifica les dades a Wikidata |
|        | Mas d'en Batista del Coll  | el Perelló | masia        |         | 40° 55′ 30″ N, 0° 40′ 28″ E / 40.925053109074°N,0.674549980907368°E           |           |                     | Modifica les dades a Wikidata |
|        | Mas d'en Curto             | el Perelló | masia        |         | 40° 56′ 04″ N, 0° 40′ 43″ E / 40.9345203607181°N,0.678600559673787°E          |           |                     | Modifica les dades a Wikidata |
|        | Mas d'en Joan de Segarra   | el Perelló | masia        |         | 40° 54′ 25″ N, 0° 39′ 05″ E / 40.9069759743746°N,0.651474751348068°E          |           |                     | Modifica les dades a Wikidata |
|        | Mas d'en Llanero           | el Perelló | masia        |         | 40° 53′ 16″ N, 0° 44′ 43″ E / 40.8877784396243°N,0.745158629200943°E          |           |                     | Modifica les dades a Wikidata |
|        | Mas d'en Manel de Segarra  | el Perelló | masia        |         | 40° 54′ 59″ N, 0° 39′ 45″ E / 40.9164124712767°N,0.662397156593741°E          |           |                     | Modifica les dades a Wikidata |
|        | Mas d'en Miquel            | el Perelló | masia        |         | 40° 55′ 19″ N, 0° 40′ 28″ E / 40.921810860863°N,0.674568687124972°E           |           |                     | Modifica les dades a Wikidata |
|        | Mas d'en Pau Catxap        | el Perelló | masia        |         | 40° 51′ 27″ N, 0° 42′ 53″ E / 40.8573917305734°N,0.714727844447347°E          |           |                     | Modifica les dades a Wikidata |
|        | Mas d'en Rafel Múrria      | el Perelló | masia        |         | 40° 55′ 19″ N, 0° 40′ 39″ E / 40.9219806031159°N,0.67762648265536°E           |           |                     | Modifica les dades a Wikidata |
|        | Mas de Baralluga           | el Perelló | masia        |         | 40° 54′ 45″ N, 0° 44′ 13″ E / 40.9123804924618°N,0.737032337524798°E          |           |                     | Modifica les dades a Wikidata |
|        | Mas de Barceloní           | el Perelló | masia        |         | 40° 56′ 00″ N, 0° 39′ 48″ E / 40.9334577620642°N,0.663458910348491°E          |           |                     | Modifica les dades a Wikidata |
|        | Mas de Benavent            | el Perelló | masia        |         | 40° 54′ 09″ N, 0° 40′ 15″ E / 40.9025850441907°N,0.670790766087917°E          |           |                     | Modifica les dades a Wikidata |
|        | Mas de Bermejo             | el Perelló | masia        |         | 40° 50′ 10″ N, 0° 38′ 39″ E / 40.836139290756°N,0.644264790645907°E           |           |                     | Modifica les dades a Wikidata |
|        | Mas de Betetes             | el Perelló | masia        |         | 40° 54′ 13″ N, 0° 38′ 56″ E / 40.9035990539392°N,0.648863796450459°E          |           |                     | Modifica les dades a Wikidata |
|        | Mas de Beuet               | el Perelló | masia        |         | 40° 55′ 08″ N, 0° 40′ 06″ E / 40.9187909082384°N,0.66820302829662°E           |           |                     | Modifica les dades a Wikidata |
|        | Mas de Bisco               | el Perelló | masia        |         | 40° 50′ 49″ N, 0° 44′ 56″ E / 40.8469692012483°N,0.749022255033241°E          |           |                     | Modifica les dades a Wikidata |
|        | Mas de Borràs              | el Perelló | masia        |         | 40° 51′ 00″ N, 0° 42′ 40″ E / 40.84996102623°N,0.711116233406296°E            |           |                     | Modifica les dades a Wikidata |
|        | Mas de Bri                 | el Perelló | masia        |         | 40° 52′ 04″ N, 0° 43′ 53″ E / 40.8678355355659°N,0.731359836927197°E          |           |                     | Modifica les dades a Wikidata |
|        | Mas de Butxaques           | el Perelló | masia        |         | 40° 54′ 24″ N, 0° 40′ 27″ E / 40.906657254166°N,0.67414606600148°E            |           |                     | Modifica les dades a Wikidata |
|        | Mas de Cabanes             | el Perelló | masia        |         | 40° 55′ 53″ N, 0° 39′ 50″ E / 40.9315110759018°N,0.663848199965315°E          |           |                     | Modifica les dades a Wikidata |
|        | Mas de Cabossa             | el Perelló | masia        |         | 40° 52′ 20″ N, 0° 39′ 44″ E / 40.872190115725°N,0.66230078541479°E            |           |                     | Modifica les dades a Wikidata |
|        | Mas de Camasenc            | el Perelló | masia        |         | 40° 51′ 35″ N, 0° 39′ 10″ E / 40.8598235199054°N,0.652845307579765°E          |           |                     | Modifica les dades a Wikidata |
|        | Mas de Cantando            | el Perelló | masia        |         | 40° 54′ 53″ N, 0° 42′ 56″ E / 40.91468857115°N,0.71542202335799°E             |           |                     | Modifica les dades a Wikidata |
|        | Mas de Cantet              | el Perelló | masia        |         | 40° 55′ 41″ N, 0° 40′ 03″ E / 40.9279733644124°N,0.667511931412651°E          |           |                     | Modifica les dades a Wikidata |
|        | Mas de Capelo              | el Perelló | masia        |         | 40° 49′ 43″ N, 0° 44′ 26″ E / 40.8285479163366°N,0.740680694521892°E          |           |                     | Modifica les dades a Wikidata |
|        | Mas de Carabassó           | el Perelló | masia        |         | 40° 51′ 29″ N, 0° 40′ 05″ E / 40.8579250245009°N,0.668038327306212°E          |           |                     | Modifica les dades a Wikidata |
|        | Mas de Cartapacio          | el Perelló | masia        |         | 40° 50′ 35″ N, 0° 39′ 48″ E / 40.8431115821796°N,0.663327262866512°E          |           |                     | Modifica les dades a Wikidata |
|        | Mas de Cassola             | el Perelló | masia        |         | 40° 55′ 49″ N, 0° 39′ 22″ E / 40.9301741340015°N,0.65611624541186°E           |           |                     | Modifica les dades a Wikidata |
|        | Mas de Catxap              | el Perelló | masia        |         | 40° 55′ 01″ N, 0° 39′ 15″ E / 40.916876671056°N,0.654211444641823°E           |           |                     | Modifica les dades a Wikidata |
|        | Mas de Cavaller            | el Perelló | masia        |         | 40° 50′ 12″ N, 0° 44′ 38″ E / 40.836576°N,0.743815°E 12 msnm                  |           |                     | Modifica les dades a Wikidata |
|        | Mas de Cebacrua            | el Perelló | masia        |         | 40° 55′ 15″ N, 0° 42′ 59″ E / 40.9208571905311°N,0.716520226667655°E          |           |                     | Modifica les dades a Wikidata |
|        | Mas de Cervera             | el Perelló | masia        |         | 40° 53′ 59″ N, 0° 40′ 10″ E / 40.8998078683087°N,0.66930939853705°E           |           |                     | Modifica les dades a Wikidata |
|        | Mas de Ciril Curto         | el Perelló | masia        |         | 40° 56′ 03″ N, 0° 40′ 39″ E / 40.9342984272416°N,0.677420612039872°E          |           |                     | Modifica les dades a Wikidata |
|        | Mas de Collar              | el Perelló | masia        |         | 40° 54′ 20″ N, 0° 42′ 54″ E / 40.9055246451283°N,0.715053474303978°E          |           |                     | Modifica les dades a Wikidata |
|        | Mas de Comagrossa          | el Perelló | masia        |         | 40° 54′ 21″ N, 0° 43′ 18″ E / 40.905804860888°N,0.72166395884754°E            |           |                     | Modifica les dades a Wikidata |
|        | Mas de Cubero              | el Perelló | masia        |         | 40° 51′ 30″ N, 0° 40′ 07″ E / 40.8583422966981°N,0.668628729068545°E          |           |                     | Modifica les dades a Wikidata |
|        | Mas de Cucons              | el Perelló | masia        |         | 40° 56′ 02″ N, 0° 40′ 49″ E / 40.9340159119545°N,0.680387923250495°E          |           |                     | Modifica les dades a Wikidata |
|        | Mas de Curandero           | el Perelló | masia        |         | 40° 56′ 38″ N, 0° 39′ 43″ E / 40.9438595337012°N,0.66204679891601°E           |           |                     | Modifica les dades a Wikidata |
|        | Mas de Cussero             | el Perelló | masia        |         | 40° 51′ 21″ N, 0° 42′ 25″ E / 40.8558127628212°N,0.70688124910788°E           |           |                     | Modifica les dades a Wikidata |
|        | Mas de Fallor              | el Perelló | masia        |         | 40° 49′ 49″ N, 0° 44′ 04″ E / 40.8301903670623°N,0.734410987053853°E          |           |                     | Modifica les dades a Wikidata |
|        | Mas de Fanal               | el Perelló | masia        |         | 40° 56′ 34″ N, 0° 40′ 37″ E / 40.9427924225757°N,0.676980364833003°E          |           |                     | Modifica les dades a Wikidata |
|        | Mas de Fandos              | el Perelló | masia        |         | 40° 51′ 43″ N, 0° 41′ 32″ E / 40.861986196724°N,0.69232013637254°E            |           |                     | Modifica les dades a Wikidata |
|        | Mas de Fatsini             | el Perelló | masia        |         | 40° 51′ 05″ N, 0° 43′ 51″ E / 40.8513406094079°N,0.730784046799979°E          |           |                     | Modifica les dades a Wikidata |
|        | Mas de Felip               | el Perelló | masia        |         | 40° 51′ 03″ N, 0° 44′ 19″ E / 40.8508722999684°N,0.738581724248855°E          |           |                     | Modifica les dades a Wikidata |
|        | Mas de França              | el Perelló | masia        |         | 40° 54′ 25″ N, 0° 39′ 51″ E / 40.9069646214406°N,0.664214108750858°E          |           |                     | Modifica les dades a Wikidata |
|        | Mas de Gallo               | el Perelló | masia        |         | 40° 55′ 35″ N, 0° 39′ 29″ E / 40.9264314314011°N,0.658101186081075°E          |           |                     | Modifica les dades a Wikidata |
|        | Mas de Ganso               | el Perelló | masia        |         | 40° 50′ 24″ N, 0° 44′ 09″ E / 40.8400917996505°N,0.73590021625427°E           |           |                     | Modifica les dades a Wikidata |
|        | Mas de Gilet               | el Perelló | masia        |         | 40° 50′ 39″ N, 0° 40′ 50″ E / 40.8440344288032°N,0.680481476697819°E          |           |                     | Modifica les dades a Wikidata |
|        | Mas de Glòria              | el Perelló | masia        |         | 40° 53′ 46″ N, 0° 44′ 27″ E / 40.8960814118826°N,0.740923730299629°E          |           |                     | Modifica les dades a Wikidata |
|        | Mas de Gualet              | el Perelló | masia        |         | 40° 54′ 07″ N, 0° 42′ 04″ E / 40.9018684940385°N,0.701052373950266°E          |           |                     | Modifica les dades a Wikidata |
|        | Mas de Guillermo           | el Perelló | masia        |         | 40° 55′ 02″ N, 0° 40′ 24″ E / 40.9172193723313°N,0.673340411741235°E          |           |                     | Modifica les dades a Wikidata |
|        | Mas de Jaume de Moles      | el Perelló | masia        |         | 40° 56′ 19″ N, 0° 40′ 49″ E / 40.9386537856325°N,0.680344377584327°E          |           |                     | Modifica les dades a Wikidata |
|        | Mas de Joan d'en Cervera   | el Perelló | masia        |         | 40° 56′ 06″ N, 0° 41′ 05″ E / 40.9348766299079°N,0.684669265966208°E          |           |                     | Modifica les dades a Wikidata |
|        | Mas de Joaquim             | el Perelló | masia        |         | 40° 54′ 01″ N, 0° 39′ 44″ E / 40.9002229903922°N,0.66223152583777°E           |           |                     | Modifica les dades a Wikidata |
|        | Mas de Lleixa              | el Perelló | masia        |         | 40° 54′ 58″ N, 0° 43′ 18″ E / 40.9159804915628°N,0.721793937561521°E          |           |                     | Modifica les dades a Wikidata |
|        | Mas de Magrinyà            | el Perelló | masia        |         | 40° 53′ 40″ N, 0° 43′ 00″ E / 40.8943669893033°N,0.716541527721607°E          |           |                     | Modifica les dades a Wikidata |
|        | Mas de Manel               | el Perelló | masia        |         | 40° 56′ 34″ N, 0° 40′ 27″ E / 40.9426437543071°N,0.674075295465862°E          |           |                     | Modifica les dades a Wikidata |
|        | Mas de Manolo Victòria     | el Perelló | masia        |         | 40° 55′ 34″ N, 0° 40′ 14″ E / 40.9262436328239°N,0.670612977407059°E          |           |                     | Modifica les dades a Wikidata |
|        | Mas de Manxol              | el Perelló | masia        |         | 40° 56′ 14″ N, 0° 39′ 28″ E / 40.9373430596153°N,0.657846303093218°E          |           |                     | Modifica les dades a Wikidata |
|        | Mas de Marcel·lino         | el Perelló | masia        |         | 40° 55′ 37″ N, 0° 39′ 49″ E / 40.9270735179083°N,0.663553289597266°E          |           |                     | Modifica les dades a Wikidata |
|        | Mas de Marro               | el Perelló | masia        |         | 40° 55′ 10″ N, 0° 40′ 37″ E / 40.9194374673722°N,0.677026821162642°E          |           |                     | Modifica les dades a Wikidata |
|        | Mas de Marçal              | el Perelló | masia        |         | 40° 51′ 36″ N, 0° 40′ 37″ E / 40.860032419513°N,0.676945349639337°E           |           |                     | Modifica les dades a Wikidata |
|        | Mas de Meluga              | el Perelló | masia        |         | 40° 50′ 47″ N, 0° 43′ 03″ E / 40.8462687860347°N,0.717518070098477°E          |           |                     | Modifica les dades a Wikidata |
|        | Mas de Molinos             | el Perelló | masia        |         | 40° 54′ 22″ N, 0° 43′ 56″ E / 40.9061856232443°N,0.732102961667816°E          |           |                     | Modifica les dades a Wikidata |
|        | Mas de Morros              | el Perelló | masia        |         | 40° 50′ 42″ N, 0° 43′ 50″ E / 40.8449966269904°N,0.73064472403415°E           |           |                     | Modifica les dades a Wikidata |
|        | Mas de Muguera             | el Perelló | masia        |         | 40° 50′ 24″ N, 0° 39′ 33″ E / 40.8399817455196°N,0.659120088249622°E          |           |                     | Modifica les dades a Wikidata |
|        | Mas de Muriel              | el Perelló | masia        |         | 40° 50′ 39″ N, 0° 40′ 08″ E / 40.8440801583742°N,0.66890349728725°E           |           |                     | Modifica les dades a Wikidata |
|        | Mas de Múria               | el Perelló | masia        |         | 40° 56′ 03″ N, 0° 39′ 29″ E / 40.9341852266142°N,0.658029156627961°E          |           |                     | Modifica les dades a Wikidata |
|        | Mas de Nacres              | el Perelló | masia        |         | 40° 54′ 18″ N, 0° 38′ 30″ E / 40.904972°N,0.641769°E 328 msnm                 |           |                     | Modifica les dades a Wikidata |
|        | Mas de Navarro             | el Perelló | masia        |         | 40° 51′ 20″ N, 0° 41′ 33″ E / 40.8555808122195°N,0.692546721549706°E          |           |                     | Modifica les dades a Wikidata |
|        | Mas de Paco Alejandro      | el Perelló | masia        |         | 40° 54′ 14″ N, 0° 44′ 08″ E / 40.9039821329955°N,0.735478645743503°E          |           |                     | Modifica les dades a Wikidata |
|        | Mas de Palabra             | el Perelló | masia        |         | 40° 54′ 31″ N, 0° 38′ 57″ E / 40.9085873782497°N,0.649221283653963°E          |           |                     | Modifica les dades a Wikidata |
|        | Mas de Panissola           | el Perelló | masia        |         | 40° 51′ 49″ N, 0° 39′ 23″ E / 40.8636268268111°N,0.656495746682166°E          |           |                     | Modifica les dades a Wikidata |
|        | Mas de Patacó              | el Perelló | masia        |         | 40° 53′ 53″ N, 0° 38′ 37″ E / 40.897930095749°N,0.64358852937662°E            |           |                     | Modifica les dades a Wikidata |
|        | Mas de Patrici             | el Perelló | masia        |         | 40° 54′ 03″ N, 0° 43′ 41″ E / 40.9007577807276°N,0.728169141119914°E          |           |                     | Modifica les dades a Wikidata |
|        | Mas de Pegueroles          | el Perelló | masia        |         | 40° 50′ 53″ N, 0° 44′ 29″ E / 40.8479344728605°N,0.741267528321947°E          |           |                     | Modifica les dades a Wikidata |
|        | Mas de Pelagallos          | el Perelló | masia        |         | 40° 56′ 41″ N, 0° 40′ 39″ E / 40.9446294167989°N,0.677403001425372°E          |           |                     | Modifica les dades a Wikidata |
|        | Mas de Pelos               | el Perelló | masia        |         | 40° 54′ 02″ N, 0° 40′ 30″ E / 40.9004473093961°N,0.675103793747525°E          |           |                     | Modifica les dades a Wikidata |
|        | Mas de Pelós               | el Perelló | masia        |         | 40° 55′ 31″ N, 0° 39′ 00″ E / 40.9252391505623°N,0.649972920914769°E          |           |                     | Modifica les dades a Wikidata |
|        | Mas de Pere Múrria         | el Perelló | masia        |         | 40° 55′ 14″ N, 0° 39′ 06″ E / 40.9204566311608°N,0.651757371129684°E          |           |                     | Modifica les dades a Wikidata |
|        | Mas de Pere de Pons        | el Perelló | masia        |         | 40° 55′ 53″ N, 0° 40′ 04″ E / 40.9314179413864°N,0.667699524395185°E          |           |                     | Modifica les dades a Wikidata |
|        | Mas de Pim-pom             | el Perelló | masia        |         | 40° 56′ 22″ N, 0° 39′ 45″ E / 40.9393848316399°N,0.662584771018704°E          |           |                     | Modifica les dades a Wikidata |
|        | Mas de Rabosa              | el Perelló | masia        |         | 40° 51′ 08″ N, 0° 43′ 29″ E / 40.8523110943017°N,0.724724725977803°E          |           |                     | Modifica les dades a Wikidata |
|        | Mas de Saladet             | el Perelló | masia        |         | 40° 55′ 50″ N, 0° 40′ 18″ E / 40.9305257562258°N,0.671685795079343°E          |           |                     | Modifica les dades a Wikidata |
|        | Mas de Salona              | el Perelló | masia        |         | 40° 54′ 28″ N, 0° 42′ 22″ E / 40.9079054232207°N,0.706126460219757°E          |           |                     | Modifica les dades a Wikidata |
|        | Mas de Santa Eulàlia       | el Perelló | masia        |         | 40° 54′ 47″ N, 0° 39′ 59″ E / 40.9130768806866°N,0.666254827316542°E          |           |                     | Modifica les dades a Wikidata |
|        | Mas de Sardina             | el Perelló | masia        |         | 40° 55′ 09″ N, 0° 42′ 45″ E / 40.919182800318°N,0.712481165083913°E           |           |                     | Modifica les dades a Wikidata |
|        | Mas de Sedó                | el Perelló | masia        |         | 40° 51′ 05″ N, 0° 40′ 15″ E / 40.8513996885798°N,0.670960003111313°E          |           |                     | Modifica les dades a Wikidata |
|        | Mas de Terrado             | el Perelló | masia        |         | 40° 50′ 03″ N, 0° 44′ 06″ E / 40.8340368572605°N,0.734884809257886°E          |           |                     | Modifica les dades a Wikidata |
|        | Mas de Vicenton            | el Perelló | masia        |         | 40° 54′ 51″ N, 0° 42′ 38″ E / 40.9140743838925°N,0.710603211467069°E          |           |                     | Modifica les dades a Wikidata |
|        | Mas de Vilaro              | el Perelló | masia        |         | 40° 51′ 33″ N, 0° 42′ 44″ E / 40.859222°N,0.712319°E 142 msnm                 |           |                     | Modifica les dades a Wikidata |
|        | Mas de Vilaró              | el Perelló | masia        |         | 40° 51′ 32″ N, 0° 42′ 34″ E / 40.858866°N,0.709338°E 140 msnm                 |           |                     | Modifica les dades a Wikidata |
|        | Mas de Vito                | el Perelló | masia        |         | 40° 55′ 40″ N, 0° 39′ 06″ E / 40.9278683805503°N,0.651696754379562°E          |           |                     | Modifica les dades a Wikidata |
|        | Mas de Xapolí              | el Perelló | masia        |         | 40° 54′ 47″ N, 0° 40′ 45″ E / 40.9130930781914°N,0.679101271333889°E          |           |                     | Modifica les dades a Wikidata |
|        | Mas de l'Alfredo           | el Perelló | masia        |         | 40° 51′ 24″ N, 0° 41′ 58″ E / 40.8567720670211°N,0.69942169397038°E           |           |                     | Modifica les dades a Wikidata |
|        | Mas de l'Almacenter        | el Perelló | masia        |         | 40° 51′ 03″ N, 0° 42′ 56″ E / 40.8507524633057°N,0.715596653856947°E          |           |                     | Modifica les dades a Wikidata |
|        | Mas de l'Antoni            | el Perelló | masia        |         | 40° 54′ 06″ N, 0° 39′ 58″ E / 40.9017332225356°N,0.666083995364135°E          |           |                     | Modifica les dades a Wikidata |
|        | Mas de l'Aranyó            | el Perelló | masia        |         | 40° 49′ 47″ N, 0° 39′ 41″ E / 40.829837963082°N,0.66141800977963°E            |           |                     | Modifica les dades a Wikidata |
|        | Mas de l'Artiller          | el Perelló | masia        |         | 40° 50′ 35″ N, 0° 39′ 11″ E / 40.8430534717396°N,0.652927343276258°E          |           |                     | Modifica les dades a Wikidata |
|        | Mas de l'Asènsio           | el Perelló | masia        |         | 40° 55′ 49″ N, 0° 39′ 38″ E / 40.9302302425271°N,0.660651065914201°E          |           |                     | Modifica les dades a Wikidata |
|        | Mas de l'Enrique de Cantet | el Perelló | masia        |         | 40° 55′ 41″ N, 0° 40′ 18″ E / 40.9280412689024°N,0.671761176169636°E          |           |                     | Modifica les dades a Wikidata |
|        | Mas de l'Estanquer         | el Perelló | masia        |         | 40° 54′ 06″ N, 0° 40′ 46″ E / 40.9017715175646°N,0.67958039266206°E           |           |                     | Modifica les dades a Wikidata |
|        | Mas de l'Holandès          | el Perelló | masia        |         | 40° 50′ 04″ N, 0° 39′ 43″ E / 40.8345807811424°N,0.661954807100071°E          |           |                     | Modifica les dades a Wikidata |
|        | Mas de l'Obagada           | el Perelló | masia        |         | 40° 50′ 46″ N, 0° 44′ 18″ E / 40.8461395663462°N,0.738386852536882°E          |           |                     | Modifica les dades a Wikidata |
|        | Mas de la Blanca           | el Perelló | masia        |         | 40° 50′ 40″ N, 0° 44′ 11″ E / 40.8444165214899°N,0.736417194952653°E          |           |                     | Modifica les dades a Wikidata |
|        | Mas de la Buena            | el Perelló | masia        |         | 40° 49′ 37″ N, 0° 44′ 24″ E / 40.826823°N,0.739989°E 14 msnm                  |           |                     | Modifica les dades a Wikidata |
|        | Mas de la Lula             | el Perelló | masia        |         | 40° 54′ 50″ N, 0° 40′ 35″ E / 40.9138050896179°N,0.676440434528172°E          |           |                     | Modifica les dades a Wikidata |
|        | Mas de la Mònica           | el Perelló | masia        |         | 40° 56′ 19″ N, 0° 39′ 14″ E / 40.9386251645878°N,0.654011923843861°E          |           |                     | Modifica les dades a Wikidata |
|        | Mas de la Roja             | el Perelló | masia        |         | 40° 55′ 01″ N, 0° 39′ 29″ E / 40.9169645756833°N,0.658091156172444°E          |           |                     | Modifica les dades a Wikidata |
|        | Mas de la Rosor            | el Perelló | masia        |         | 40° 51′ 49″ N, 0° 44′ 11″ E / 40.8635734871918°N,0.73632238265366°E           |           |                     | Modifica les dades a Wikidata |
|        | Mas de la Victòria         | el Perelló | masia        |         | 40° 56′ 32″ N, 0° 39′ 44″ E / 40.9422247567813°N,0.662270780488597°E          |           |                     | Modifica les dades a Wikidata |
|        | Mas de les Guàrdies        | el Perelló | masia        |         | 40° 52′ 24″ N, 0° 43′ 56″ E / 40.873445915485°N,0.732212477996875°E           |           |                     | Modifica les dades a Wikidata |
|        | Mas de l’Ovidi             | el Perelló | masia        |         | 40° 50′ 17″ N, 0° 44′ 01″ E / 40.838181°N,0.733567°E 62 msnm                  |           |                     | Modifica les dades a Wikidata |
|        | Mas del Beato              | el Perelló | masia        |         | 40° 50′ 42″ N, 0° 38′ 55″ E / 40.8449296944056°N,0.648638538261225°E          |           |                     | Modifica les dades a Wikidata |
|        | Mas del Benitet            | el Perelló | masia        |         | 40° 51′ 13″ N, 0° 41′ 15″ E / 40.8536623547958°N,0.687607225824759°E          |           |                     | Modifica les dades a Wikidata |
|        | Mas del Blanc              | el Perelló | masia        |         | 40° 55′ 19″ N, 0° 38′ 54″ E / 40.9218577077298°N,0.648465896914185°E          |           |                     | Modifica les dades a Wikidata |
|        | Mas del Blanco             | el Perelló | masia        |         | 40° 51′ 48″ N, 0° 44′ 33″ E / 40.8632805434839°N,0.742513797066726°E          |           |                     | Modifica les dades a Wikidata |
|        | Mas del Bon Mosso          | el Perelló | masia        |         | 40° 54′ 22″ N, 0° 44′ 06″ E / 40.9061774365388°N,0.734893215269592°E          |           |                     | Modifica les dades a Wikidata |
|        | Mas del Cacauer            | el Perelló | masia        |         | 40° 54′ 40″ N, 0° 42′ 50″ E / 40.9112206460529°N,0.713859948238498°E          |           |                     | Modifica les dades a Wikidata |
|        | Mas del Calçador           | el Perelló | masia        |         | 40° 55′ 03″ N, 0° 42′ 54″ E / 40.9176004278296°N,0.714898720076255°E          |           |                     | Modifica les dades a Wikidata |
|        | Mas del Caqué              | el Perelló | masia        |         | 40° 53′ 19″ N, 0° 44′ 58″ E / 40.8886078440927°N,0.749343990321995°E          |           |                     | Modifica les dades a Wikidata |
|        | Mas del Cec                | el Perelló | masia        |         | 40° 52′ 15″ N, 0° 40′ 07″ E / 40.8707114296422°N,0.668728652335248°E          |           |                     | Modifica les dades a Wikidata |
|        | Mas del Corral Blanc       | el Perelló | masia        |         | 40° 55′ 22″ N, 0° 41′ 06″ E / 40.922878559778°N,0.685100134404985°E           |           |                     | Modifica les dades a Wikidata |
|        | Mas del Favero             | el Perelló | masia        |         | 40° 50′ 40″ N, 0° 39′ 55″ E / 40.8443933356581°N,0.66523930039384°E           |           |                     | Modifica les dades a Wikidata |
|        | Mas del Gall               | el Perelló | masia        |         | 40° 51′ 01″ N, 0° 39′ 10″ E / 40.8501551855885°N,0.652676630123227°E          |           |                     | Modifica les dades a Wikidata |
|        | Mas del Ganso              | el Perelló | masia        |         | 40° 54′ 40″ N, 0° 43′ 09″ E / 40.911158619968°N,0.71910549366662°E            |           |                     | Modifica les dades a Wikidata |
|        | Mas del Lladregròs         | el Perelló | masia        |         | 40° 51′ 37″ N, 0° 44′ 21″ E / 40.8602796300903°N,0.739222626981286°E          |           |                     | Modifica les dades a Wikidata |
|        | Mas del Mareto             | el Perelló | masia        |         | 40° 52′ 20″ N, 0° 42′ 22″ E / 40.872171337662°N,0.70620551742349°E            |           |                     | Modifica les dades a Wikidata |
|        | Mas del Me                 | el Perelló | masia        |         | 40° 50′ 25″ N, 0° 44′ 22″ E / 40.8404124438054°N,0.739388138928985°E          |           |                     | Modifica les dades a Wikidata |
|        | Mas del Melat              | el Perelló | masia        |         | 40° 50′ 33″ N, 0° 39′ 14″ E / 40.8424616718067°N,0.653944533314212°E          |           |                     | Modifica les dades a Wikidata |
|        | Mas del Metge              | el Perelló | masia        |         | 40° 54′ 12″ N, 0° 43′ 57″ E / 40.9033108031673°N,0.732486140396182°E          |           |                     | Modifica les dades a Wikidata |
|        | Mas del Mig                | el Perelló | masia        |         | 40° 54′ 38″ N, 0° 39′ 14″ E / 40.9104414002957°N,0.654011597667196°E          |           |                     | Modifica les dades a Wikidata |
|        | Mas del Mut                | el Perelló | masia        |         | 40° 56′ 12″ N, 0° 41′ 00″ E / 40.9367974639643°N,0.683438152839862°E          |           |                     | Modifica les dades a Wikidata |
|        | Mas del Pajarito           | el Perelló | masia        |         | 40° 54′ 10″ N, 0° 44′ 24″ E / 40.9026910774921°N,0.739915200320063°E          |           |                     | Modifica les dades a Wikidata |
|        | Mas del Parracoll          | el Perelló | masia        |         | 40° 53′ 08″ N, 0° 44′ 20″ E / 40.885429025124°N,0.73897903472535°E            |           |                     | Modifica les dades a Wikidata |
|        | Mas del Pasquala           | el Perelló | masia        |         | 40° 51′ 08″ N, 0° 42′ 03″ E / 40.8522811339947°N,0.700965041971783°E          |           |                     | Modifica les dades a Wikidata |
|        | Mas del Paulo              | el Perelló | masia        |         | 40° 52′ 36″ N, 0° 44′ 45″ E / 40.8766046872103°N,0.745846546660264°E          |           |                     | Modifica les dades a Wikidata |
|        | Mas del Pentinat           | el Perelló | masia        |         | 40° 52′ 32″ N, 0° 40′ 43″ E / 40.875594383283°N,0.678596484849929°E           |           |                     | Modifica les dades a Wikidata |
|        | Mas del Pinaret            | el Perelló | masia        |         | 40° 54′ 08″ N, 0° 43′ 18″ E / 40.90233972°N,0.72158889°E Pinarets 139.4 msnm  |           |                     | Modifica les dades a Wikidata |
|        | Mas del Pollastre          | el Perelló | masia        |         | 40° 51′ 11″ N, 0° 40′ 34″ E / 40.8530538292353°N,0.676157201163458°E          |           |                     | Modifica les dades a Wikidata |
|        | Mas del Rasqueranet        | el Perelló | masia        |         | 40° 54′ 49″ N, 0° 39′ 26″ E / 40.913521498424°N,0.65728269901053°E            |           |                     | Modifica les dades a Wikidata |
|        | Mas del Reboig             | el Perelló | masia        |         | 40° 56′ 03″ N, 0° 41′ 27″ E / 40.9340721642853°N,0.690814112811431°E          |           |                     | Modifica les dades a Wikidata |
|        | Mas del Rei                | el Perelló | masia        |         | 40° 55′ 15″ N, 0° 38′ 05″ E / 40.9208929617011°N,0.634772890610458°E          |           |                     | Modifica les dades a Wikidata |
|        | Mas del Retonet            | el Perelló | masia        |         | 40° 50′ 33″ N, 0° 43′ 13″ E / 40.842537943323°N,0.72016062724227°E            |           |                     | Modifica les dades a Wikidata |
|        | Mas del Roig               | el Perelló | masia        |         | 40° 51′ 54″ N, 0° 43′ 25″ E / 40.864973981949°N,0.723733524949977°E           |           |                     | Modifica les dades a Wikidata |
|        | Mas del Roig de Bisco      | el Perelló | masia        |         | 40° 55′ 36″ N, 0° 38′ 33″ E / 40.92673217498°N,0.64256510625152°E             |           |                     | Modifica les dades a Wikidata |
|        | Mas del Saboner            | el Perelló | masia        |         | 40° 54′ 16″ N, 0° 42′ 14″ E / 40.904501934011°N,0.703929106953451°E           |           |                     | Modifica les dades a Wikidata |
|        | Mas del Safraner           | el Perelló | masia        |         | 40° 54′ 24″ N, 0° 40′ 03″ E / 40.9067497417308°N,0.667391564704487°E          |           |                     | Modifica les dades a Wikidata |
|        | Mas del Sant               | el Perelló | masia        |         | 40° 53′ 00″ N, 0° 44′ 43″ E / 40.8832412556509°N,0.745288967446948°E          |           |                     | Modifica les dades a Wikidata |
|        | Mas del Suís               | el Perelló | masia        |         | 40° 51′ 06″ N, 0° 43′ 16″ E / 40.8516091248298°N,0.721106978932131°E          |           |                     | Modifica les dades a Wikidata |
|        | Mas del Teixidor           | el Perelló | masia        |         | 40° 53′ 56″ N, 0° 43′ 49″ E / 40.8988982338706°N,0.730250854141784°E          |           |                     | Modifica les dades a Wikidata |
|        | Mas del Tintorer           | el Perelló | masia        |         | 40° 53′ 48″ N, 0° 41′ 48″ E / 40.896726033192°N,0.696577274242479°E           |           |                     | Modifica les dades a Wikidata |
|        | Mas del Vidrier            | el Perelló | masia        |         | 40° 53′ 06″ N, 0° 41′ 00″ E / 40.8851179497093°N,0.68321267065563°E           |           |                     | Modifica les dades a Wikidata |
|        | Mas del Vivet              | el Perelló | masia        |         | 40° 55′ 45″ N, 0° 39′ 03″ E / 40.9291728699973°N,0.650736074363291°E          |           |                     | Modifica les dades a Wikidata |
|        | Mas del Xertolí            | el Perelló | masia        |         | 40° 54′ 29″ N, 0° 42′ 47″ E / 40.9081691210431°N,0.713050916227883°E          |           |                     | Modifica les dades a Wikidata |
|        | Mas del Xompet             | el Perelló | masia        |         | 40° 55′ 35″ N, 0° 39′ 09″ E / 40.9265089103056°N,0.65261183891882°E           |           |                     | Modifica les dades a Wikidata |
|        | Mas dels Espardenyers      | el Perelló | masia        |         | 40° 54′ 34″ N, 0° 40′ 10″ E / 40.9093397177121°N,0.669413843427701°E 233 msnm |           |                     | Modifica les dades a Wikidata |
|        | Mas dels Montellers        | el Perelló | masia        |         | 40° 50′ 13″ N, 0° 39′ 05″ E / 40.8370236301902°N,0.651408620236996°E          |           |                     | Modifica les dades a Wikidata |
|        | Maset del Me               | el Perelló | masia        |         | 40° 52′ 01″ N, 0° 41′ 39″ E / 40.8669085680486°N,0.694170433112486°E          |           |                     | Modifica les dades a Wikidata |
|        | Masia de Pla d'Arnes       | el Perelló | masia        |         | 40° 51′ 12″ N, 0° 43′ 59″ E / 40.8534594350324°N,0.73317917855668°E           |           |                     | Modifica les dades a Wikidata |
|        | Masos de Rafeló            | el Perelló | masia        |         | 40° 56′ 07″ N, 0° 39′ 36″ E / 40.9352817155642°N,0.660128336934986°E          |           |                     | Modifica les dades a Wikidata |

## muntanya
| imatge | Nom                    | Ubicat a            | instància de       | Detalls | coordenades | Protecció | Commons (més fotos)   | Dades a WD                    |
| ------ | ---------------------- | ------------------- | ------------------ | ------- | --- | --------- | --------------------- | ----------------------------- |
|        | Coll d'Ardit           | el Perelló          | muntanya           |         | 40° 49′ 55″ N, 0° 39′ 41″ E / 40.83197222°N,0.66127778°E 254.6 msnm                                                            |           |                       | Modifica les dades a Wikidata |
|        | Lloma de l'Espardenya  | el Perelló          | muntanya           |         | 40° 54′ 58″ N, 0° 40′ 50″ E / 40.91622222°N,0.68052778°E 267.6 msnm                                                            |           |                       | Modifica les dades a Wikidata |
|        | Mola del Boix          | Tivenys el Perelló  | muntanya           |         | 40° 55′ 22″ N, 0° 36′ 50″ E / 40.9227°N,0.613917°E 714.9 msnm                                                                  |           |                       | Modifica les dades a Wikidata |
|        | Morral de Cabrafeixet  | el Perelló          | muntanya           |         | 40° 53′ 55″ N, 0° 37′ 31″ E / 40.898477°N,0.625154°E 753 msnm                                                                  |           | Morral de Cabrafeixet | Modifica les dades a Wikidata |
|        | Pic de l'Ardit         | el Perelló          | muntanya           |         | 40° 50′ 18″ N, 0° 39′ 54″ E / 40.83841667°N,0.66494444°E 273.3 msnm                                                            |           |                       | Modifica les dades a Wikidata |
|        | Pic de la Bandereta    | el Perelló          | muntanya           |         | 40° 51′ 51″ N, 0° 42′ 49″ E / 40.86408333°N,0.71369444°E 231.1 msnm                                                            |           |                       | Modifica les dades a Wikidata |
|        | Pic de la Figuerassa   | el Perelló          | muntanya           |         | 40° 50′ 53″ N, 0° 39′ 25″ E / 40.848°N,0.65688889°E 404 msnm                                                                   |           |                       | Modifica les dades a Wikidata |
|        | Puig del Parracoll     | el Perelló          | muntanya           |         | 40° 53′ 09″ N, 0° 44′ 09″ E / 40.8857°N,0.735861°E 40° 53′ 12″ N, 0° 44′ 08″ E / 40.886666666667°N,0.73555555555556°E 199 msnm |           |                       | Modifica les dades a Wikidata |
|        | Puig del Retor         | el Perelló          | muntanya serralada |         | 40° 52′ 43″ N, 0° 41′ 39″ E / 40.87854167°N,0.69426667°E 284 msnm                                                              |           |                       | Modifica les dades a Wikidata |
|        | Punta del Pollo        | Tivenys el Perelló  | muntanya           |         | 40° 55′ 33″ N, 0° 36′ 32″ E / 40.92588889°N,0.60884444°E 693 msnm                                                              |           |                       | Modifica les dades a Wikidata |
|        | Tossa de Viamar        | Rasquera el Perelló | muntanya           |         | 40° 56′ 04″ N, 0° 36′ 19″ E / 40.934444444444°N,0.60527777777778°E 766 msnm                                                    |           |                       | Modifica les dades a Wikidata |
|        | Tossal d'en Rúbio      | el Perelló          | muntanya           |         | 40° 52′ 14″ N, 0° 41′ 14″ E / 40.87045556°N,0.68717222°E 308.1 msnm                                                            |           |                       | Modifica les dades a Wikidata |
|        | Tossal del Junc        | el Perelló          | muntanya           |         | 40° 54′ 18″ N, 0° 41′ 59″ E / 40.90488889°N,0.69969444°E 258.8 msnm                                                            |           |                       | Modifica les dades a Wikidata |
|        | Tossalet de la Granada | Rasquera el Perelló | muntanya           |         | 40° 56′ 37″ N, 0° 39′ 19″ E / 40.94355556°N,0.65513889°E 219.7 msnm                                                            |           |                       | Modifica les dades a Wikidata |
|        | Turó de les Mosques    | el Perelló          | muntanya           |         | 40° 49′ 47″ N, 0° 38′ 37″ E / 40.82980556°N,0.64352778°E 233 msnm                                                              |           |                       | Modifica les dades a Wikidata |
|        | les Colladetes         | el Perelló          | muntanya serralada |         | 40° 53′ 24″ N, 0° 41′ 05″ E / 40.89°N,0.68472222°E 289 msnm                                                                    |           |                       | Modifica les dades a Wikidata |

## platja
| imatge | Nom                            | Ubicat a                    | instància de   | Detalls                | coordenades                                                             | Protecció | Commons (més fotos) | Dades a WD                    |
| ------ | ------------------------------ | --------------------------- | -------------- | ---------------------- | ----------------------------------------------------------------------- | --------- | ------------------- | ----------------------------- |
|        | Cala Garretes                  | el Perelló                  | platja         |                        | 40° 50′ 20″ N, 0° 44′ 42″ E / 40.83898028468513°N,0.7451342186279762°E  |           |                     | Modifica les dades a Wikidata |
|        | Cala Moros                     | el Perelló                  | platja codolar | Llarg: 70m Ample: 8m   | 40° 50′ 36″ N, 0° 44′ 55″ E / 40.843300000322°N,0.74870000038697°E      |           |                     | Modifica les dades a Wikidata |
|        | cala Buena                     | el Perelló                  | platja         | Llarg: 38m Ample: 7m   | 40° 49′ 29″ N, 0° 44′ 27″ E / 40.824800000178°N,0.74089999974186°E      |           |                     | Modifica les dades a Wikidata |
|        | platja de Santa Llúcia         | el Perelló                  | platja         | Llarg: 500m Ample: 10m | 40° 49′ 38″ N, 0° 44′ 31″ E / 40.827300000204°N,0.74189999982456°E      |           |                     | Modifica les dades a Wikidata |
|        | platja de l'Adolç del Me       | el Perelló                  | platja         |                        | 40° 50′ 10″ N, 0° 44′ 38″ E / 40.83609903152172°N,0.7438643373990576°E  |           |                     | Modifica les dades a Wikidata |
|        | platja de l’Àliga              | el Perelló l'Ametlla de Mar | platja codolar | Llarg: 100m Ample: 10m | 40° 50′ 46″ N, 0° 45′ 05″ E / 40.845999999695°N,0.75149999972022°E      |           |                     | Modifica les dades a Wikidata |
|        | platja del Barranc de Cap Roig | el Perelló l'Ampolla        | platja         |                        | 40° 49′ 27″ N, 0° 44′ 10″ E / 40.824134827008706°N,0.7362383396958343°E |           |                     | Modifica les dades a Wikidata |
|        | platja del Morro de Gos        | el Perelló                  | platja         |                        | 40° 49′ 35″ N, 0° 44′ 30″ E / 40.826378592866874°N,0.7417890042758466°E |           |                     | Modifica les dades a Wikidata |

## pont
| imatge | Nom                                   | Ubicat a   | instància de | Detalls | coordenades                                                          | Protecció | Commons (més fotos) | Dades a WD                    |
| ------ | ------------------------------------- | ---------- | ------------ | ------- | -------------------------------------------------------------------- | --------- | ------------------- | ----------------------------- |
|        | Pont Trencat                          | el Perelló | pont         |         | 40° 51′ 04″ N, 0° 41′ 26″ E / 40.8510808614527°N,0.690484669131699°E |           |                     | Modifica les dades a Wikidata |
|        | Pont de l'Àliga                       | el Perelló | pont         |         | 40° 50′ 46″ N, 0° 45′ 04″ E / 40.8462272413049°N,0.751158724792026°E |           |                     | Modifica les dades a Wikidata |
|        | Pont de les Torretes                  | el Perelló | pont         |         | 40° 52′ 41″ N, 0° 42′ 43″ E / 40.8779807497393°N,0.71190719193135°E  |           |                     | Modifica les dades a Wikidata |
|        | Pont del Barranc del Clot d'en Rauder | el Perelló | pont         |         | 40° 56′ 23″ N, 0° 39′ 08″ E / 40.9396436888688°N,0.652277293936295°E |           |                     | Modifica les dades a Wikidata |
|        | Pont del Cotó                         | el Perelló | pont         |         | 40° 51′ 02″ N, 0° 42′ 49″ E / 40.8505756181222°N,0.713491248752842°E |           |                     | Modifica les dades a Wikidata |

## torre de defensa
| imatge | Nom                 | Ubicat a   | instància de     | Detalls                      | coordenades                                                   | Protecció                                            | Commons (més fotos) | Dades a WD                    |
| ------ | ------------------- | ---------- | ---------------- | ---------------------------- | ------------------------------------------------------------- | ---------------------------------------------------- | ------------------- | ----------------------------- |
|        | Torre del Garidell  | el Perelló | torre de defensa |                              | 40° 51′ 01″ N, 0° 41′ 30″ E / 40.850222°N,0.691692°E 128 msnm | bé d'interès cultural bé cultural d'interès nacional |                     | Modifica les dades a Wikidata |
|        | Torre del Puigvultó | el Perelló | torre de defensa | Estat: enderrocat o destruït | 40° 51′ 57″ N, 0° 44′ 58″ E / 40.865706°N,0.749529°E 185 msnm | bé d'interès cultural bé cultural d'interès nacional | Torre del Puigvultó | Modifica les dades a Wikidata |

## Misc
| imatge | Nom                              | Ubicat a           | instància de                                           | Detalls                                                          | coordenades                                                                                              | Protecció                                            | Commons (més fotos)         | Dades a WD                    |
| ------ | -------------------------------- | ------------------ | ------------------------------------------------------ | ---------------------------------------------------------------- | --- | ---------------------------------------------------- | --------------------------- | ----------------------------- |
|        | Castellet de Sant Esteve         | el Perelló         | castell                                                | Estat: enderrocat o destruït                                     | | bé d'interès cultural bé cultural d'interès nacional |                             | Modifica les dades a Wikidata |
|        | El Molí de Vent                  | el Perelló         | molí de vent                                           | Estil: arquitectura popular                                      | 40° 52′ 16″ N, 0° 42′ 48″ E / 40.871081°N,0.713434°E ca:Avinguda de Catalunya, 4 154 msnm                | bé d'interès cultural bé cultural d'interès nacional | Molí del Vent at el Perelló | Modifica les dades a Wikidata |
|        | Monument del Coll de les Forques | el Perelló         | monument                                               |                                                                  | 40° 52′ 10″ N, 0° 42′ 48″ E / 40.8693164311499°N,0.71330912667759°E                                      |                                                      |                             | Modifica les dades a Wikidata |
|        | Muralla del Perelló              | el Perelló         | muralla urbana                                         |                                                                  | 40° 52′ 35″ N, 0° 42′ 51″ E / 40.876282°N,0.71417°E                                                      | bé integrant del patrimoni cultural català           |                             | Modifica les dades a Wikidata |
|        | Pedrera del Perelló              | el Perelló         | pedrera                                                |                                                                  | 40° 52′ 08″ N, 0° 43′ 08″ E / 40.8689687087466°N,0.718945364765309°E                                     |                                                      |                             | Modifica les dades a Wikidata |
|        | Perellomar                       | el Perelló         | nucli d'entitat singular de població nucli de població | 16 hab                                                           | 40° 49′ 34″ N, 0° 44′ 23″ E / 40.82604783°N,0.73973395°E 150 msnm                                        |                                                      |                             | Modifica les dades a Wikidata |
|        | Pinarets                         | el Perelló         | indret                                                 |                                                                  | 40° 54′ 11″ N, 0° 43′ 19″ E / 40.903001°N,0.721806°E 144 msnm                                            |                                                      |                             | Modifica les dades a Wikidata |
|        | Polígon industrial Pla de Solans | el Perelló         | polígon industrial                                     |                                                                  | 40° 52′ 48″ N, 0° 43′ 01″ E / 40.8798747437014°N,0.717028033948351°E                                     |                                                      |                             | Modifica les dades a Wikidata |
|        | Rubio                            | el Perelló         | vèrtex geodèsic                                        | Alt: 1.2m                                                        | 40° 52′ 14″ N, 0° 41′ 14″ E / 40.870449°N,0.687167°E 308.241 msnm                                        |                                                      |                             | Modifica les dades a Wikidata |
|        | Serra del Boix                   | el Perelló Tivenys | serra                                                  |                                                                  | 40° 55′ 00″ N, 0° 36′ 44″ E / 40.91677778°N,0.61230556°E 715 msnm                                        |                                                      | Serra del Boix (el Perelló) | Modifica les dades a Wikidata |
|        | Torre de les Guàrdies            | el Perelló         | torre de telegrafia òptica                             |                                                                  | 40° 52′ 18″ N, 0° 43′ 33″ E / 40.871575°N,0.725855°E ca:Partida de les Guàrdies, dalt d'un turó 225 msnm | bé d'interès cultural bé cultural d'interès nacional | Torre de les Guàrdies       | Modifica les dades a Wikidata |
|        | avenc de les Calobres            | el Perelló         | avenc                                                  |                                                                  | 40° 53′ 34″ N, 0° 40′ 33″ E / 40.8928036599424°N,0.675727623213527°E                                     |                                                      |                             | Modifica les dades a Wikidata |
|        | casa consistorial del Perelló    | el Perelló         | casa consistorial                                      |                                                                  | 40° 52′ 30″ N, 0° 42′ 45″ E / 40.8750887°N,0.7123922°E                                                   |                                                      |                             | Modifica les dades a Wikidata |
|        | cementiri del Perelló            | el Perelló         | cementiri                                              |                                                                  | 40° 52′ 54″ N, 0° 43′ 08″ E / 40.8817644556317°N,0.718755112701249°E                                     |                                                      |                             | Modifica les dades a Wikidata |
|        | el Perelló                       | el Perelló         | entitat singular de població capital municipal         | 2933 hab                                                         | 40° 52′ 28″ N, 0° 42′ 41″ E / 40.87431°N,0.71125°E 150 msnm                                              |                                                      |                             | Modifica les dades a Wikidata |
|        | golf de Sant Jordi               | l'Ampolla          | golf                                                   |                                                                  | 40° 48′ 08″ N, 0° 43′ 10″ E / 40.80222222°N,0.71944444°E                                                 |                                                      | Gulf of Sant Jordi          | Modifica les dades a Wikidata |
|        | mar Mediterrània                 |                    | mar interior mar mediterrani conca hidrogràfica        | Superfície: 2500000km² Profunditat: 5267 1541m Volum: 3839000km³ | 38° N, 17° E / 38°N,17°E 0 msnm                                                                          |                                                      | Mediterranean Sea           | Modifica les dades a Wikidata |